# 무죄추정 (대만의 텔레비전 드라마)
《무죄추정》(중국어 정체자: 無罪推定, 병음: Wúzuì Tuīdìng, 백화자: Bô-tsuē Thui-tīng, 영어: A Fight for Justice)은 PTS 대만어 TV에서 2024년 8월부터 방영된 대만의 법률 드라마이다.